# Stekelige bladvouwkikker
De stekelige bladvouwkikker (Afrixalus fornasini) is een kikker uit de familie rietkikkers (Hyperoliidae). De soort werd voor het eerst wetenschappelijk beschreven door Giovanni Giuseppe Bianconi in 1849. Oorspronkelijk werd de wetenschappelijke naam Euchnemis fornasini gebruikt.

## Verspreiding en leefgebied
Deze soort komt voor in delen van zuidoostelijk Afrika en leeft in de landen Kenia, Malawi, Mozambique, Tanzania, Zimbabwe en Zuid-Afrika. De habitat bestaat uit dichte vegetatie rond poelen en moerassen.

## Uiterlijke kenmerken
Deze kikker wordt relatief groot in vergelijking met verwante soorten en bereikt een lichaamslengte van drie tot vier centimeter. De lichaamskleur is bruin met donkere lengtestrepen. De poten van deze soort zijn slank en hebben hechtschijfjes aan het uiteinde en zwemvliezen tussen de tenen.

## Levenswijze en voortplanting
Het voedsel van deze volledig terrestrische, nachtactieve kikker bestaat hoofdzakelijk uit insecten en andere ongewervelden.
Als de paartijd begint, produceren grotere mannetjes vanaf een hoge zitplaats snelle ratelgeluiden om zodoende een partner te vinden om te paren. Kleine mannetjes houden zich vaak stil maar proberen toch om een vrouwtje te onderscheppen en met haar te paren. De bevruchte eieren worden afgezet op een blad boven het water, waarna het vrouwtje het blad om het legsel heen vouwt en het vastlijmt met een stof uit haar eileider. Als de kikkervisjes uit het ei komen, vallen ze direct in het water. Dit heeft z’n voordelen, want zo is de kans op predatie kleiner.